# アレクサンダー・オジルビー

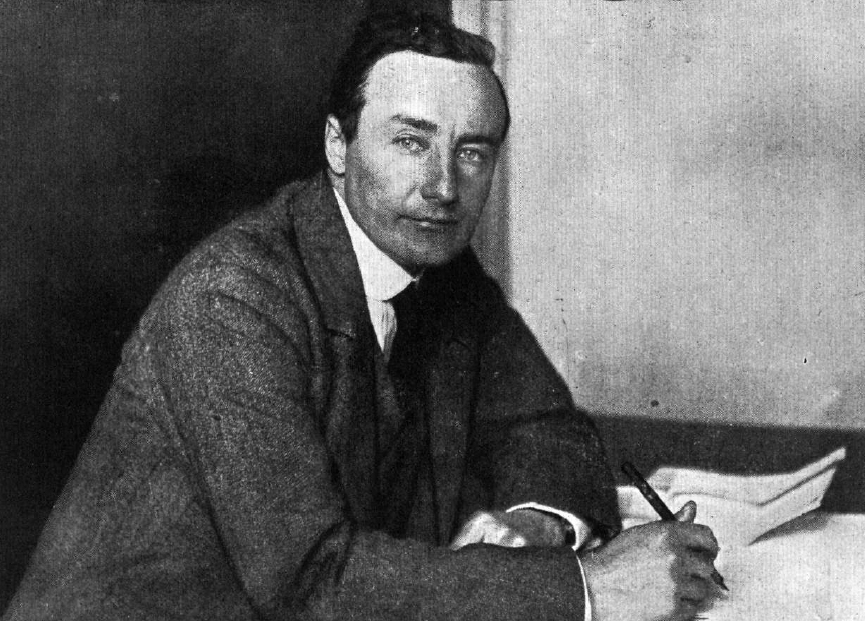
アレクサンダー・"アレック"・オジルビー（1919年頃）

アレクサンダー・"アレック"・オジルビー（Alexander "Alec" Ogilvie 、1882年6月8日 - 1962年6月18日）はイギリスのパイロットである。いくつかの航空レースに参加し、動圧を利用する航空機用の速度計を発明した。
ロンドンに生まれた。ラグビー校、ケンブリッジ大学で学んだ
。1908年にフランスでライト兄弟が飛行するのを見て、その2ヶ月後までにはライト機を注文した。1909年にライト機が届くまでにグライダーで飛行訓練をうけた。サセックスに飛行場を作り、各地の飛行大会に参加した。1909年5月11日にイギリス飛行クラブの会員となり、1910年5月24日に7人目の飛行免許を取得した。1910年にライト機で、アメリカ合衆国で開かれた、ゴードン・ベネット・カップに参加し、3位の成績を得て、イギリス飛行クラブからシルバーメダルを受賞した 。1911年のレースでもライト機で88km/hの平均速度で4位に入賞した。
1909年11月に気圧を使った航空機の速度計の特許を得た。これは後にイギリス海軍航空隊で採用された。1911年にキティーホークのオービル・ライトのグライダー実験に参加した。1914年までライト機で飛行し、1913年には作家のH.G.ウェルズを同乗させて飛行した。
1915年2月19日に、イギリス海軍航空隊の将校になり、パイロット養成学校の責任者となり、その後、ダンケルクの飛行修理場の責任者を経て、1916年12月に航空司令（ウィング・コマンダー）となった。1917年3月5日に航空委員会のメンバーになり、技術部門を取り仕切った。1918年に海軍航空隊は空軍に統合され空軍に移籍し、複座の航空機の大部分に搭乗した。1918年6月8日、事故で負傷した。1918年に大英帝国勲章（OBE)、翌年、CBEを受勲した。
1919年に軍を離れ、航空技術のコンサルタントの会社"Ogilvie and Partners Ltd."を開いた。1962年ハンプシャーのリングウッドで没した。